# 陳兆槐
陳兆槐（?—?），湖南省新化縣人，清朝政治人物、進士出身。
光緒三十年，會試第64名；殿試登進士三甲第54名，后分發為知縣。